# بالوكو
بالوكو هي بلدية في مقاطعة فرشيلي التابعة لإقليم بييمونتي الإيطالي، تقع على بعد حوالي 60 كيلومتر (37 ميل) إلى الشمال الشرقي من مدينة تورينو وحوالي 20 كيلومتر (12 ميل) شمال غرب مدينة فرشيلي. في 31 كانون الأول / ديسمبر 2004 كان عدد 273 وتبلغ مساحتها 16.7 كيلومتر مربع (6.4 ميل2). ويقع فيها مسار بالوكو للاختبار.
تقع بالوكو على حدود البلديات التالية: بورونزو، كاريسيو، فورميليانا، سان جياكومو فيرسيلسي، فيلاربويت.

## الاقتصاد
النشاط الرئيسي هو الزراعة: زراعة الأرز والذرة والقمح. الطريق السريع القريب جذب الشركات الصناعية.

### مسار بالوكو للاختبار

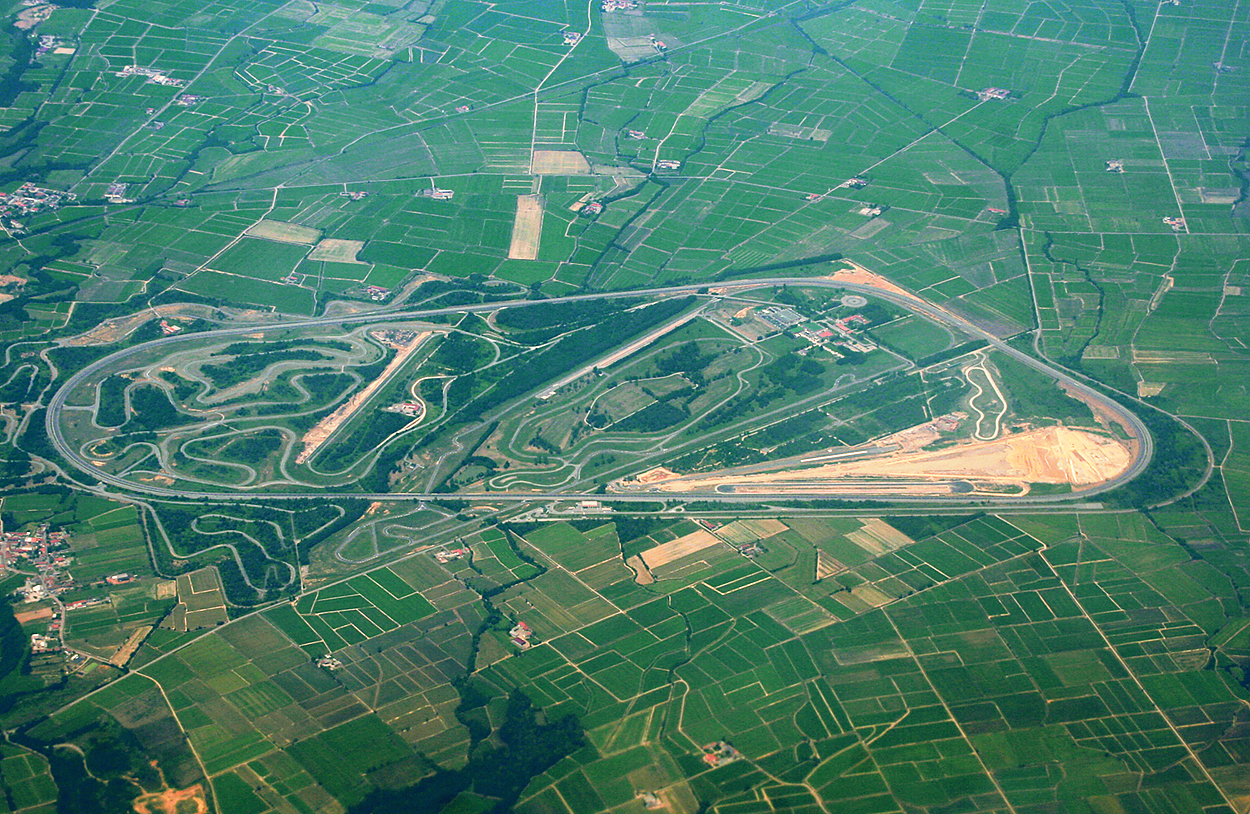
مسار بالوكو

تعتبر بالوكو مقرا رئيسيا لمجموعة فيات. وقد تم بناء مسار اختبار (بالوكو) في أوائل الستينات من القرن العشرين بواسطة شركة ألفا روميو لاختبار السيارات الجديدة وسيارات السباق. يستضيف المسار أيضا بعض السباقات. تتجاوز مساحة المسار 5,000,000 متر مربع (1,200 أكر) وله أكثر من 65 كيلومتر (40 ميل) من أنواع مختلفة من مسارات الاختبار.

## وصلات خارجية
- مسار بالوكو